# Poiana (Colonești), Bacău
Poiana este un sat în comuna Colonești din județul Bacău, Moldova, România. La recensământul din 2002 a înregistrat o populație de 0 locuitori.